# Grad Ormož
Grad Ormož je utrjen baročno-klasicističen dvorec, ki stoji ob vzhodnem robu jedra Ormoža, na vzpetini nad železniško progo Pragersko-Čakovec ob reki Dravi. Stavbo obdaja angleški park, v katerem stojita grajska pristava in grobna kapela. V osnovi srednjeveški grad iz zadnje tretjine 13. stoletja je bil večkrat prezidan in dograjen, pogosto je tudi menjal lastnike.
Od 1990. let je stavba namenjena zlasti kulturnim dejavnostim. V njem so med drugim galerija, muzejske zbirke, prostori ormoškega pihalnega orkestra, del uprave mestne izpostave Pokrajinskega muzeja Ptuj Ormož in grajski kino. Najeti je možno tudi poročno dvorano. Leta 2011 je bila obnovljena pristava, v kateri ima zdaj prostore Glasbena šola Ormož, v njej pa so tudi večnamenska dvorana in dodatne muzejske zbirke. Kompleks dvorca s pristavo in grobno kapelo ter parkom je bil leta 2018 razglašen za kulturni spomenik.

## Zgodovina
Grad je prvič omenjen leta 1278, ko ga je dal zgraditi Friderik V. Ptujski kot utrdbo ob meji z Ogrsko. Po njem je dobil ime Fridaw, to se je ohranilo v poimenovanju naselja Ormož, ki je zraslo ob njem (nemško Friedau).
V lasti gospodov Ptujskih je bil do leta 1438, ko je rodbina ostala brez moških potomcev in izumrla. Gospostvo je nato pripadlo rodbini Schaumberg, v konfliktu med Svetim rimskim cesarstvom in Ogrsko pa nato Matiji Korvinu, ki ga je konec 15. stoletja prepustil svojemu vojskovodji Jakobu Szekelyju. V lasti njegove rodbine, ki se je po prestopu na stran Habsburžanov preimenovala v Zekel, je ostal približno sto let. Szekelyji so dogradili severni in zahodni trakt ter se v gradu naselili. Leta 1532 je bil poškodovan med turškimi vpadi in kasneje obnovljen.
Zekeli so leta 1598 ormoški grad prodali Juriju Rupertu Herbersteinu, ta pa nekaj let kasneje madžarskemu plemiču Ladislavu Pethe de Hetes. Njegova rodbina je imela grad v lasti več kot stoletje. Leta 1704 so ga opustošili Kruci, nakar je bil obnovljen v baročnem slogu. Tudi rodbina Pethe de Hetes je po moški strani izumrla. Elizabeta Pethe de Hetes, vdova zadnjega graščaka Franca Adama, je na ormoškem gradu živela do leta 1740, nakar je ta pripadel njeni daljni sorodnici Polikseni Ani, baronici Thavonat von Tavon.
Grad so po njej prevzeli njeni otroci iz prvega zakona z grofom Königsackerjem. Od rodbine Königsacker-Neuhaus ga je leta 1805 odkupil industrialec Jožef Pauer, kasnejši vitez Ormoški. Grad je dal obnoviti v klasicističnem slogu, takrat je bil obzidan tudi jugozahodni grajski vrt. Jožefova vnukinja Henrietta se je poročila z baronom Wernerjem, ki je postal lastnik gradu Ormož, po njem pa ga je podedoval Hermann Zschock. Od njega ga je leta 1908 odkupil Wilhelm, grof Wurmbrand-Stupach, ki je padel v prvi svetovni vojni. Njegova vdova, Irma Wurmbrand-Stuppach, je nato živela v gradu do konca druge svetovne vojne, ko ga je nova oblast nacionalizirala.